# Tommy Pistol
Tommy Pistol, né le 2 juillet 1976 dans le Queens à New York, est un acteur et réalisateur de films pornographiques américain. Il a obtenu l'AVN Award du « Meilleur nouveau venu » en 2007 et a épousé l'actrice Gia Paloma le 8 décembre 2007.

## Filmographie sélective

### Acteur
- Shut Up and Fuck (2011)
- American Dad XXX: An Exquisite Films Parody (2011)
- Taxi Driver: A XXX Parody (2011)
- This Ain't Jeopardy! XXX (2011)
- The Gruesome Death of Tommy Pistol (2010)* Psycho Sleepover (2008)
- Horat: The Sexual Learnings of America for Make Benefit Beautiful Nation of Kaksuckistan (2008
- Evil Head (2007)
- For once a Whore and Forever a Whore (2007)
- Horat (2007)
- The Bad Luck Betties (2007)
- Debbie Loves Dallas (2007)
- Not Another Porn Movie (2007)
- Savanna Loves Sex (2007)
- Cum on my tattoo (2006)
- Porny Monster (2006)
- The XXXorcist (2006)
- LovecraCked! The Movie (2006)
- Neu Wave Hookers (2006)
- Avenue X (2006)
- Joanna's Angels 2: Alt. Throttle (2006)
- Skater Girl Fever (2006)
- Joanna's Angels (2005)
- Re-Penetrator (2004)

### Réalisateur
- MILFBusters (2011)
- Fast Times at Naughty America University 6 (2008)
- My Sister's Hot Friend 12 (2008)

## Récompenses
- 2018 : AVN Award Meilleur acteur (Best Actor) pour Ingenue (Wicked Pictures)[3]
- 2018 : XBIZ Award Best Actor - Couples-Themed Release pour Ingenue (Wicked Pictures)[4]
- 2016 : AVN Award Meilleur acteur (Best Actor) pour Stryker (Digital Playground/Pulse[5]
- 2015 : XBIZ Award Meilleure scène dans une parodie (Best Scene - Parody Release) pour American Hustle XXX (avec Aaliyah Love)[6]
- 2014 : AVN Award Meilleur acteur (Best Actor)[7]
- 2007 : AVN Award Meilleur nouveau venu (Best Male Newcomer)